# 편도결석

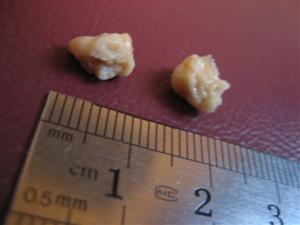
편도결석

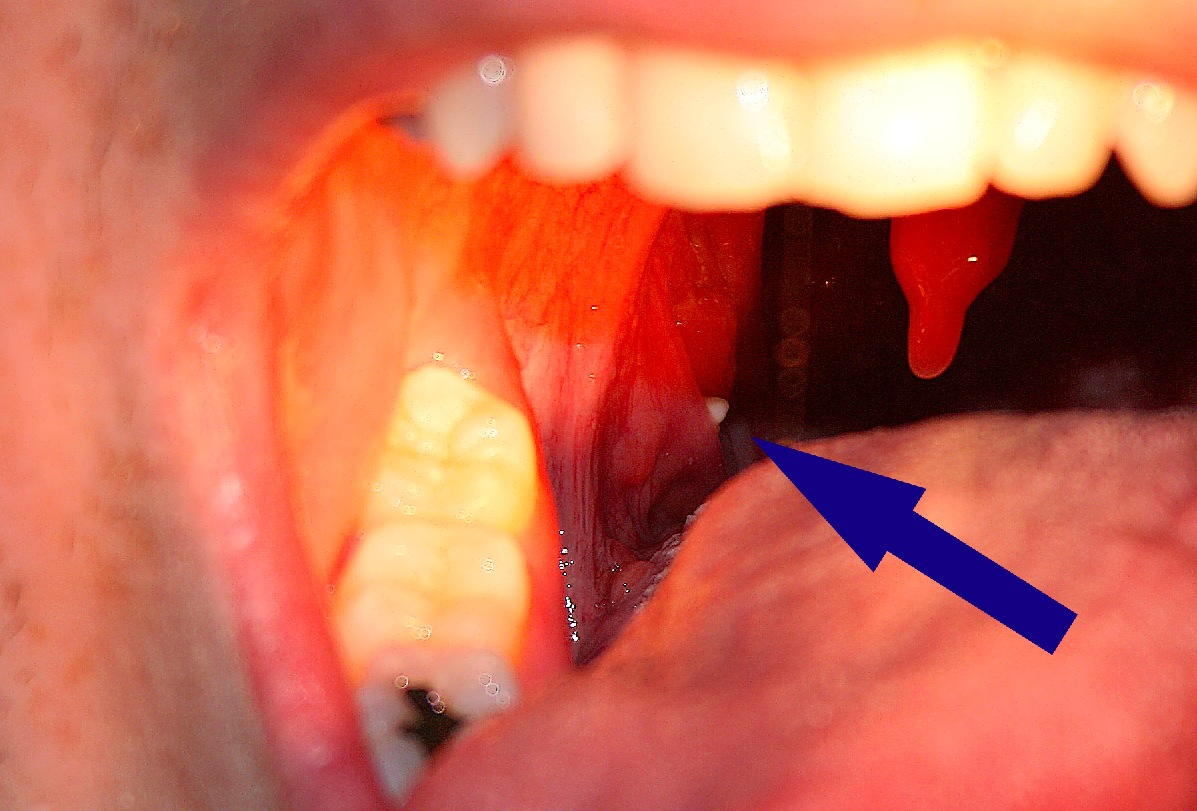
편도선에 걸려있는 편도결석

편도결석(tonsillolith)은 구개편도(일반적으로 편도선이라고 부르기도 한다)에 생기는 악취를 지닌 알갱이로, 좁쌀 정도 크기부터 손톱 정도 크기까지 다양하다. 구취를 유발하는 원인이 되기도 한다. 구개편도의 표면에 존재하는 편도와(tonsillar crypt)라는 부위에서 분비된 타액소체가 구강 내의 이물질과 섞여서 생긴다. 편도결석은 칼슘의 인산염과 탄산염으로 구성되어 있으며, 타액의 분비나 혀의 움직임에 따라 삼켜지거나 기침에 의해 반사적으로 외부로 나오게 된다. 편도결석은 보통 고약한 냄새를 가지고 있고 휘발성 황 화합물을 비롯한 악취를 유발하는 원인 물질이 되며 입맛까지 변하게 만들기도 한다. 심한 경우 병원에서 편도 구멍을 봉합하는 수술을 받는다.

## 원인
편도선이 표면의 편도와나 내부에 세균, 백혈구, 림프구, 세균의 시체, 지방산, 음식물의 잔류물 등이 고여서 생긴다. 자연스럽게 배설되는 경우가 많으나 배설되는 편도선 표면의 출구나 소와 부분이 좁은 경우 편도선 내부에 뭉쳐서 큰 덩치를 이룰 수 있다.

## 증상
치주병 등 치과 질환이 없는 상태에서 구취를 스스로 느낄 경우 편도결석일 가능성이 있다. 오랄클로마 등을 이용한 구취 측정기로 휘발성 구취 가스 분석을 시행하는 것도 진단에 도움이 된다. 또한 지속적인 목의 이물감을 호소하는 환자도 많다.

## 치료 및 대책
가장 근본 대책이 되는 치료는 편도선 자체를 절제하는 수술인 편도절제술을 해야 한다. 다만 편도결석 치료를 위해서 편도선을 제거하는 경우는 수술의 합병증이나 통증 및 전신마취가 동반되는 수술 과정 및 이비인후과 전문의의 의학적 판단 등에 의해서 매우 드물다.
가장 대중적인 방법은 주사기의 수압이나 끝이 뭉뚝한 도구를 이용해서 제거하는 방법이다. 이 방법은 편도결석이 눈에 보이는 곳에 위치하고 있을 때 가장 효과적인 방법이다. 하지만 목구멍 안쪽 깊은 곳에 편도결석이 생겨서 빠지지 않을 경우 이비인후과 전문의에게 진료를 보거나 또 자주 생기는 경우 CO2레이저나 최근에는 고주파기기를 사용해서 수술을 할 수 있다. 다만 편도와의 수가 많은 점 그리고 편도 내부에 몇 곳의 편도결석이 고이는 경우가 있어서 단번의 치료보다는 편도결석이 생기는 부분을 그 때마다 수술하는 것이 환자에게 부담이 적다.

## 같이 보기
- 요로결석
- 신장결석